# Comissão de Arbitragem da Conferência de Paz sobre a Iugoslávia

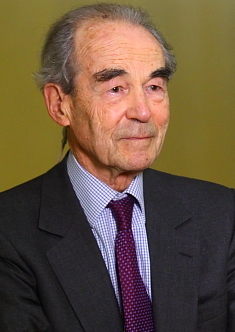
Robert Badinter em 2013

A Comissão de Arbitragem da Conferência sobre a Iugoslávia (comumente conhecida como Comitê de Arbitragem Badinter) foi um órgão de arbitragem criado pelo Conselho de Ministros da Comunidade Econômica Europeia (CEE) em 27 de agosto de 1991 para fornecer aconselhamento jurídico à conferência sobre a Iugoslávia. Robert Badinter foi nomeado presidente da Comissão de cinco membros, composta por presidentes de Tribunais Constitucionais da CEE. A Comissão de Arbitragem emitiu quinze pareceres sobre “questões jurídicas importantes” levantadas pelo conflito entre várias repúblicas da República Socialista Federativa da Iugoslávia (RFSJI). 

## Antecedentes
Entre os anos de 1990 e 1991, as tensões internas entre as repúblicas que compunham a Iugoslávia começaram a se intensificar, impulsionadas por profundas contradições políticas e econômicas. Inicialmente, os desentendimentos manifestavam-se principalmente no âmbito da administração e da distribuição de recursos, mas, com o tempo, evoluíram para disputas de caráter étnico e territorial, acentuando divisões históricas e alimentando um cenário de instabilidade que culminaria em conflitos de grande escala. 
No referendo de independência da Eslovênia de 1990, uma esmagadora maioria dos habitantes votou pela independência da república,   resultados semelhantes foram observados no referendo de independência da Croácia de 1991,  e em 25 de junho de 1991, ambas as repúblicas declararam a independência.  No início de Março de 1991, ocorreram confrontos armados em Pakrac entre croatas e sérvios.  Unidades do Exército Popular Iugoslavo foram enviadas à cidade para evitar novos confrontos. Em 9 de março de 1991, os protestos em Belgrado foram reprimidos pelo exército.  Em 31 de Março de 1991, ocorreu um confronto entre a polícia croata e as forças armadas da SAO Krajina, fundada pelos sérvios croatas  no Parque Nacional dos Lagos de Plitvice, no qual dois homens foram mortos.  Estes acontecimentos culminaram num pequeno conflito armado na Eslovênia e no início da guerra na Croácia. 
No início de 1991, a Comunidade Europeia, prevendo um conflito armado iminente na Iugoslávia, ofereceu sua assistência de mediação à liderança da RFSI. Depois que o governo aliado da SFRY concordou com a mediação da Comunidade Europeia, esta conduziu uma série de negociações e consultas com as partes em conflito. Em 7 de julho de 1991, o Acordo de Brioni foi assinado, pondo fim à guerra na Eslovênia, de cujo território todas as unidades do exército iugoslavo foram retiradas. O acordo previa uma moratória na entrada em vigor das declarações de independência da Eslovênia e da Croácia por um período de três meses, bem como a necessidade de iniciar negociações sobre a futura estrutura da Iugoslávia. Contudo, o acordo não teve qualquer impacto na cessação das hostilidades na Croácia. 

## Membros da Comissão
- Robert Badinter, presidente do Conselho Constitucional da França
- Roman Herzog, presidente do Tribunal Constitucional Federal da Alemanha
- Aldo Corasaniti, presidente do Tribunal Constitucional da Itália
- Francisco Tomás y Valiente, presidente do Tribunal Constitucional de Espanha
- Irène Pétry, presidente do Tribunal Constitucional da Bélgica

## Pareceres
Entre finais de 1991 e meados de 1993, a Comissão de Arbitragem emitiu 15 pareceres sobre questões jurídicas decorrentes da fragmentação da Iugoslávia. 

### Parecer Nº 1 (Dissolução da RSFI)
Em 20 de novembro de 1991, Lord Carrington perguntou se a secessão de algumas repúblicas da RSFI preservou sua existência, como a Sérvia e Montenegro alegou, ou causou sua dissolução com todas as repúblicas sendo sucessoras iguais da RSFI. A comissão respondeu em 29 de Novembro de 1991: "a República Socialista Federativa da Iugoslávia está em processo de dissolução". 

### Parecer Nº 2 (Autodeterminação)
Em 20 de novembro de 1991, Lord Carrington perguntou: "A população sérvia na Croácia e na Bósnia e Herzegovina, como um dos povos constituintes da Iugoslávia, tem o direito à autodeterminação ?" A comissão concluiu em 11 de janeiro de 1992 "que a população sérvia na Bósnia e Herzegovina e na Croácia tem direito a todos os direitos relativos às minorias e grupos étnicos... As repúblicas devem garantir aos membros dessas minorias e grupos étnicos todos os direitos humanos e liberdades fundamentais reconhecidos no direito internacional, incluindo, quando apropriado, o direito de escolher a sua nacionalidade".  O parecer também estendeu pela primeira vez o princípio do uti possidetis à antiga Iugoslávia. 

### Parecer Nº 3 (Fronteiras)
Em 20 de novembro de 1991, Lord Carrington perguntou: "Podem as fronteiras internas entre a Croácia e a Sérvia e entre a Bósnia e Herzegovina e a Sérvia ser consideradas fronteiras em termos de direito internacional público?" Aplicando o princípio do uti possidetis juris, a comissão concluiu em 11 de janeiro de 1992: "As fronteiras entre a Croácia e a Sérvia, entre a Bósnia e Herzegovina e a Sérvia, e possivelmente outros estados independentes adjacentes não podem ser alteradas, exceto por acordo livremente alcançado... Exceto quando acordado de outra forma, as antigas fronteiras tornam-se fronteiras protegidas pelo direito internacional". 

### Parecer Nº 4 (Bósnia e Herzegovina)
Foi perguntado à Comissão se a independência da Bósnia e Herzegovina deveria ser reconhecida. A Comissão decidiu não o reconhecer porque, ao contrário das outras repúblicas que procuravam a independência, a Bósnia e Herzegovina ainda não tinha realizado um referendo sobre a independência. 

### Parecer Nº 5 (Croácia)
A Comissão considerou o pedido da Croácia para o reconhecimento da sua independência. A Comissão decidiu que a independência da Croácia ainda não deveria ser reconhecida porque a nova Constituição croata não incorporava as proteções para minorias exigidas pela Comunidade Europeia. Em resposta a esta decisão, o Presidente da Croácia escreveu a Badinter para dar garantias de que o défice seria corrigido, e a Comunidade Europeia reconheceu então a Croácia. 

### Parecer Nº 6 (Macedônia)
A Comissão recomendou que a Comunidade Europeia aceitasse o pedido de reconhecimento da então República da Macedônia, uma vez que a República havia dado as garantias necessárias para respeitar os direitos humanos e a paz e a segurança internacionais. Contudo, a Comunidade Europeia mostrou-se inicialmente relutante em aceitar as recomendações devido à oposição grega. 

### Parecer Nº 7 (Eslovênia)
A Comissão recomendou que a Comunidade Europeia reconhecesse a Eslovênia. 

### Decisão interlocutória
A Comissão rejeitou as objeções da Sérvia e do Montenegro à sua competência para responder a três referências que recebeu de Lord Carrington, o que resultou nos Pareceres 8, 9 e 10. 

### Parecer Nº 8 (Conclusão do processo de dissolução da RSFI)
A Comissão decidiu que o processo legal de dissolução da RSFI havia sido concluído e, portanto, a RSFI não existia mais. 

### Parecer Nº 9 (Resolução de problemas de sucessão de Estados)
A Comissão considerou que a sucessão de estados, resultante da cessação da RSFI, deveria ser resolvida. Decidiu que o problema deveria ser resolvido por acordo mútuo entre os vários estados sucessores, com uma divisão equitativa dos ativos e obrigações internacionais da antiga RFSI. Também decidiu que a filiação da RSFI a organizações internacionais não poderia ser continuada por nenhum estado sucessor, mas cada estado teria que solicitar filiação novamente. 

### Parecer Nº 10 (República Federativa da Iugoslávia - Sérvia e Montenegro)
Nessa decisão, a Comissão decidiu que a República Federal da Iugoslávia (RFI; Sérvia e Montenegro) não poderia ser legalmente considerada uma continuação da antiga RSFI, mas era um novo estado. Assim, a Comunidade Europeia não deve reconhecer automaticamente a RFI, mas aplicar os mesmos critérios para o reconhecimento dos outros estados pós-RSFI. 

## Texto
O texto dos dez primeiros pareceres da Comissão Badinter foi publicado no European Journal of International Law. Os pareceres 1-3 são reproduzidos em 3 EJIL 1 (1992) pp. 182ff.   Os pareceres 4-10 são reproduzidos em 4 EJIL 1 (1993) pp. 74ff. 

## Crítica ao Parecer Nº 3
Peter Radan, um acadêmico jurídico australiano de ascendência sérvia, criticou a interpretação da Constituição da SFRY feita pela Comissão Badinter. Além dos princípios do direito internacional, a Comissão Badinter procurou justificar a relevância do Princípio das Fronteiras Badinter por referência ao artigo 5 da Constituição da Iugoslávia de 1974. A Comissão afirmou que o Princípio das Fronteiras de Badinter se aplica ainda mais prontamente às Repúblicas, uma vez que o segundo e o quarto parágrafos do Artigo 5 da Constituição da SFRY estipulam que os territórios e as fronteiras das Repúblicas não podem ser alterados sem o seu consentimento. 
O artigo 5º estipula:
1. O território da RFSI é indivisível e é constituído pelos territórios das suas repúblicas socialistas.
2. (O território de uma república não pode ser alterado sem o consentimento dessa república, e o território de uma província autônoma — sem o consentimento dessa província autônoma.
3. Uma fronteira da RFSI não pode ser alterada sem o consentimento de todas as repúblicas e províncias autônomas.
4. Uma fronteira entre repúblicas só pode ser alterada com base no seu acordo e, no caso de uma fronteira de uma província autônoma — com base na sua concordância.

Ao se referir ao artigo 5, sua crítica é que a Comissão Badinter foi culpada de citação seletiva. 
A razão de Radan para esta opinião é que, ao confiar nos parágrafos 2 e 4 do artigo 5, a Comissão Badinter ignorou as disposições dos parágrafos 1 e 3. Ao fazê-lo, estava a justificar a divisão da RSFI e a alteração das suas fronteiras internacionais, em violação dos parágrafos 1 e 3. Radan argumenta que a integridade territorial das repúblicas e a santidade de suas fronteiras mencionadas nos parágrafos 2 e 4 do artigo 5 só se aplicavam no contexto do estado iugoslavo, cuja integridade territorial e fronteiras permaneciam em vigor. Segundo Radan, uma república que buscasse violar as disposições dos parágrafos 1 e 3 do artigo 5 dificilmente poderia colher as garantias contidas nos parágrafos 2 e 4. Consequentemente, ele argumenta que o artigo 5 não fornece suporte para a aplicação do Princípio das Fronteiras Badinter à fragmentação da RSFI. 
Com base na análise acima do raciocínio da Comissão Badinter no Parecer n.º 3, Radan conclui que nem os princípios do direito internacional de respeito pelo status quo territorial e uti possidetis nem as disposições do artigo 5.º da Constituição da SFRY de 1974 fornecem qualquer justificação para o Princípio das Fronteiras Badinter. " e que ao redesenhar as novas fronteiras entre estados independentes "pode mesmo ser necessário facilitar transferências ordenadas e voluntárias de partes da população". 